# Wim Vanlessen
Wim Vanlessen is een Belgisch balletdanser.

## Biografie
Wim Vanlessen groeide op in Neerpelt en ging er naar het Sint-Hubertuscollege en naar het ballet. Vanlessen studeerde later ballet aan de Koninklijke Balletschool Antwerpen.
Vanlessen werkte reeds samen met bekende choreografen waaronder Sidi Larbi Cherkaoui, William Forsythe, Jiří Kylián, Maurice Béjart, Jorma Elo, Wayne McGregor en Glen Tetley.
Sinds 1994 is hij verbonden aan het Ballet Vlaanderen. Hij eindigde zijn carrière bij Ballet Vlaanderen op het einde van het seizoen 2018-2019.

## Carrière

### Ballet
Een selectie van enkele voorstellingen
- Onegin
- Doornroosje
- Het Zwanenmeer
- Giselle
- La Bayadère
- Romeo & Juliet
- The Four Temperaments
- Apollo
- East, Sidi Larbi Cherkaoui, Opera Ballet Vlaanderen

### Film
- De Kus (2004), van Hilde Van Mieghem[3]

## Onderscheidingen
*1992 - zilveren medaille (Concours International de Danse, Houlgate)
- 1993- Prix Professionel' (Prix de Lausanne).
- 2016- Ridder in de Leopoldsorde
- 2017 - Outstanding Performance of a male dancer (Dance Europe) voor Spartacus (Ballet Vlaanderen)